# 佀鶴舉
佀鶴舉（17世紀—1642年），字健翎，北直隸大名府清豐縣人，明朝政治人物。

## 生平
佀鶴舉是崇禎六年（1633年）癸酉科順天鄉試舉人，十年（1637年）丁丑科進士。授黃州府推官，發奸摘伏，審理案件公正，十二年（1639年）任湖廣鄉試同考官，取錄解元曹胤昌，一時地方人民稱慶。之後他因為父親逝世回鄉，父親下葬後和弟弟舉人佀鴻舉廬墓哭泣，十五年（1642年）清兵攻至，家人勸他們離開，他說：「生不能侍奉，怎能忍心離棄坯土。」因中流矢而死於廬側。

## 家族
曾祖佀尚；祖佀囯顺；父佀东岳，庠生。

## 引用
1. 1 2  康熙《清豐縣志·卷六》：佀鶴舉，字健翎，崇禎丁丑進士，任湖廣黃州府司理，發奸摘伏如神，獄有疑者一經審斷無不稱平。己卯分房，得曹□昌卷，擊節起舞薦元三楚，一時慶得人。以父艱奔里，哀毀異常，既葬，與其弟舉人鴻舉結廬墓側朝夕環泣，適壬午兵至，家人以避，告曰：「生不能奉顏色，何忍棄坯土，曾盧氏之女不若也，復何避為。」因中流矢沒于廬側。
2. ↑  康熙《清豐縣志·卷五》：舉人……崇禎 佀鶴舉 癸酉，詳進士
3. ↑  《崇祯十年丁丑科进士三代履历》：佀鹤举，曾祖尚；祖囯顺；父东岳，庠生。徤龄，春秋房，壬子九月二十六日生，清丰人，癸酉三十一名，会二百五十一名，三甲二百二十二名，吏部观政，己卯四月授黄州府推官。